# Marc Oltramare
Marc Oltramare (* 6. November 1916 in Genf; † 18. September 2003 ebenda) war ein Schweizer Arzt und Politiker (PdA).

## Leben
Oltramare spielte in der 1937 während des Spanienkrieges gegründeten Centrale Sanitaire Suisse (CSS) eine massgebende Rolle: Er gehörte 1944–1945 zur Ärztedelegation in Jugoslawien, gründete 1966 die Sektion Vietnamhilfe und war Präsident des Westschweizer sowie des Zentralvorstands der CSS.
Ab 1935 gehörte er der Kommunistischen Partei der Schweiz an, bis 1968 (Invasion nach dem Prager Frühling) der PdA und ab 1972 der SP. Bis 1968 präsidierte er zudem die Gesellschaft Schweiz–Sowjetunion. Von 1943 bis 1947 gehörte er der Legislative der Stadt Genf an, von 1975 bis 1977 derjenigen von Thônex.
Marc Oltramare war dreimal verheiratet und Sohn des Altphilologen und Politikers André Oltramare. Gemeinsam mit seinem Vater soll er laut einem Bericht der CIA für das Spionagenetzwerk Rote Drei tätig gewesen sein.

## Werke
- Pathologie des travailleurs dans les principales professions du bois et du bâtiment avec étude spéciale de leur morbidité dans les cantons de Vaud et Genève. 1948. (Thèse méd. Genève, 1948).
- mit Eric Desbaumes, Claude Imhoff und Willy Michiels: Toxicologie du styrène monomère. Recherches expérimentales et cliniques chez l'homme. Editions Médecine et hygiène, Genève 1974.
- Introduction à la médecine du travail. Université, Centre de psychologie, Neuchâtel 1975. (Dossiers de psychologie; 2).